# 徐永祐
徐永祐，湖广汉阳（今湖北武汉）人，是一名清朝政治人物。进士出身。
徐永祐曾于1729年接替魏观任苏松道道员一职，1731年由王澄慧接任。